# 5447 Lallement
Az 5447 Lallement (ideiglenes jelöléssel 1991 PO14) a Naprendszer kisbolygóövében található aszteroida. Henry Holt fedezte fel 1991. augusztus 6-án.